# 현장기록, 요즘사람들
《현장기록, 요즘사람들》는 1989년 부터 1993년까지 방송된 교양 프로그램이다.

## 기획 의도
KBS 연중캠페인 프로그램을 소화하고 소외된 이웃과 진취적인 삶을 살아가는 이웃을 통해 인간의 진실한 삶이 무엇인가를 구성하는 프로그램이다.

## 방송 시간
- KBS 1TV - 1989년경, 매주 금요일 저녁 7시 40분 ~ 8시 30분
- KBS 1TV - 1989 ~ 1990년, 매주 목요일 저녁 7시 40분 ~ 8시 30분
- KBS 1TV - 1990년경, 매주 금요일 저녁 7시 40분 ~ 8시 30분
- KBS 1TV - 1991년경, 매주 일요일 저녁 7시 10분 ~ 8시
- KBS 1TV - 1992년경, 매주 화요일 저녁 7시 40분 ~ 8시 30분
- KBS 1TV - 1992 ~ 1993년, 매주 화요일 저녁 7시 40분 ~ 8시 30분

## 에피소드 목록
- 1989년 3월 24일 - 국수장인 강희탁 / 봉천동 탁아소 운영하는 김선희씨 / 김창완
- 1989년 4월 6일 - 인병선 여사의 삶등 조명 (故 신동엽 시인가)
- 1989년 8월 24일 - 고3 수험생 이영열군
- 1989년 8월 31일 - 영화 감독 배용균
- 1989년 9월 21일 - 르포, 마약 병동
- 1989년 9월 28일 - 씨름 선수 강호동
- 1989년 10월 27일 - 구직시도 30번만에 자리 잡은 학원강사 김성민씨
- 1989년 11월 3일 - 75세에 새 출발하는 기업인 김상문
- 1989년 11월 17일 - 청계 피복노조 시간단속반
- 1989년 12월 1일 - 영등포 지게꾼 식당 정옥현 할머니
- 1989년 12월 15일 - 녹색당 만들려는 송순창씨
- 1990년 2월 23일 - 평교사로 정년퇴임하는 황규령씨
- 1990년 3월 2일 - 박정윤 / 강기갑
- 1990년 3월 16일 - 리명 선원의 목숨을 구하고 숨진 유정충 선장
- 1990년 4월 17일 - 영화 대중 메시지 그리고 하명중
- 1990년 9월 11일 - 용산 보건소장 주혜란
- 1990년 11월 20일 - 고향의 집
- 1990년 12월 11일 - 주남저수지 철새 보호원 천님씨 (최석봉)
- 1990년 12월 18일 - 뺑소니를 잡습니다, 자원봉사 젊은이들 / 일본 만화 홍수 속의 만화가 김수정씨
- 1991년 2월 5일 - 자연의 지혜 배우는 한의학도들
- 1991년 2월 12일 - 함께가는 아시아
- 1991년 2월 19일 - 아세아학교 사람들
- 1991년 3월 19일 - 한국 바둑의 희망, 이창호군
- 1991년 3월 26일 - 새벽의 의미, 어느 인텔리의 신문 배달
- 1991년 4월 23일 - 환경화가 김용임
- 1991년 7월 20일 - 28살 동갑내기들의 꿈 (남태후, 이승철, 김태영, 박진승)
- 1991년 8월 17일 - 지사의 아들
- 1991년 8월 25일 - 빨치산 출신 나비학자 故 윤인호의 삶
- 1991년 11월 5일 - 윤대하씨 부부의 가을 걷이
- 1992년 1월 7일 - 지리산 땅골마을 유학자 김창호와 서당
- 1992년 1월 14일 - 김명희씨의 내땅그리기
- 1992년 1월 21일 - 작가지망생 박현수 형제의 새해소망
- 1992년 1월 28일 - 농어잡이 어부 박종옥
- 1992년 2월 11일 - 춤의 해 기획실장 박일규의 춤되찾기
- 1992년 2월 25일 - 일제하 자료찾는 양순임씨와 게이코씨
- 1992년 3월 3일 - 최초의 여성외환딜러 김정태, 최지영
- 1992년 3월 10일 - 빈민들의 자활을 돕는 사회복지 전문요원 박주경
- 1992년 3월 17일 - 사랑때문에 국적 포기한 일본인 호시노카 주오씨
- 1992년 3월 31일 - 산교육의 철학을 싱천하는 울산 야음국교 심칠성 교사
- 1992년 4월 7일 - 섬마을 통학선장 채수복, 전종오
- 1992년 4월 14일 - 역사를 재건하는 대궐목수 신옹수
- 1992년 4월 21일 - 다비타집의 전우섭 전도사
- 1992년 4월 28일 - 신장 주고받은 이찬선, 홍금실
- 1992년 5월 5일 - 도시, 농촌, 산간벽지 어린이 3명의 일기
- 1992년 5월 21일 - 변호사 이재훈씨 농촌살리기
- 1992년 5월 19일 - 중소주차기계 생산업체에 노창수 사장의 도전
- 1992년 5월 26일 - 한 살림운동 농부 천규석
- 1992년 6월 2일 - 무명 프로야구 선수 김홍기의 꿈
- 1992년 6월 9일 - 임진왜란 후 귀화한 우륵김씨의 400년
- 1992년 6월 16일 - 노원경찰서 최용섭 강력반장의 25시
- 1992년 6월 23일 - 보훈신문기자 최남율이 본 6.25, 그 시작과 끝
- 1992년 6월 30일 - 전남대 환경미화원 시인 윤상화
- 1992년 7월 7일 - 양양군 남애리 어부 추경창, 송재국
- 1992년 7월 14일 - 매맞는 아내와 여성의 전화
- 1992년 7월 21일 - 탄광촌 돈의원 성회직
- 1992년 8월 10일 - 갱정유도를 실천하는 도인 김효수옹
- 1992년 8월 18일 - 자오즈민의 서울생활 3년
- 1992년 8월 25일 - 부도기업 영태전자 사람들의 회사살리기
- 1992년 9월 1일 - 장애자 올림픽 출전 선수들의 훈련기록
- 1992년 9월 8일 - 경북대 컴퓨터동아리 하늘소
- 1992년 9월 15일 - 우리별 1호 인공위성팀의 꿈과 도전
- 1992년 9월 22일 - 소키우는 처녀농군 이삼순
- 1992년 9월 29일 - 영세기계 가공업체 김현식 사장
- 1992년 10월 6일 - 장사에 도통한 농사꾼 정양기
- 1992년 10월 13일 - 국악대중화나선 "어울림"
- 1992년 10월 20일 - 아내 목순옥이 본 시인 천상병
- 1992년 10월 27일 - 한국에 시집온 연변처녀 김옥자씨
- 1992년 11월 3일 - 심리치료하는 탤런트 출신 박사 1호 홍유진
- 1992년 11월 10일 - 한글서체 개발하는 젊은 컴퓨터 연구원들
- 1992년 11월 17일 - 경산중앙학교 이호철 교사의 사랑교육
- 1992년 11월 24일 - 돌아온 농구스타 박찬숙
- 1992년 12월 1일 - 은퇴도백 김재식의 농촌 살리기
- 1992년 12월 8일 - 영구귀국한 사할린 동포들
- 1992년 12월 15일 - 갈 곳 없는 사람들 돌보는 정봉주
- 1992년 12월 22일 - 현장기록 1년 결산 특집

## 같이 보기
- 피플 세상속으로 (2000년 ~ 2007년)
- 동행 (2007년 ~ 현재)